# 1477

## Události
- Matyáš Korvín vpadl do dědičných habsburských zemí
- 11. února podepsala Marie Burgundská důležitý dokument, o odstranění centrální moci, Grand Privilége.
- 18. srpna se konala svatba Marie Burgundské a syna císaře Fridrich III. Habsburský a Maxmiliána v Gentu.
- počátek dobývání Kanárských ostrovů

### Probíhající události
- 1455–1487 – Války růží
- 1467–1477 – Válka Ónin
- 1468–1478 – Česko-uherské války

## Narození
- 14. ledna –  Hermann V. z Wiedu, kolínský arcibiskup) († 15. srpna 1552)
- 25. ledna – Anna Bretaňská, bretaňská vévodkyně, později francouzská královna († 9. ledna 1514)
- ? – Thomas Boleyn, anglický šlechtic a otec královny Anny Boleynové († 13. března 1539)

## Úmrtí
- 5. ledna Karel Smělý, burgundský vévoda (* 10. listopadu 1433)
- 29. ledna Grzegorz ze Sanoku, polský humanista, lemberský arcibiskup (* 1403)
- ? – Gevherhan Sultan, osmanská princezna a dcera sultána Mehmeda II. (* 1460)

## Hlavy států
- České království – Vladislav Jagellonský – Matyáš Korvín
- Svatá říše římská – Fridrich III.
- Papež – Sixtus IV.
- Anglické království – Eduard IV.
- Dánsko – Kristián I. Dánský
- Francouzské království – Ludvík XI.
- Polské království – Kazimír IV. Jagellonský
- Uherské království – Matyáš Korvín
- Litevské knížectví – Kazimír IV. Jagellonský
- Norsko – Kristián I. Dánský
- Portugalsko – Alfons V.
- Švédsko – regent Sten Sture
- Rusko – Ivan III. Vasiljevič
- Kastilie – Isabela Kastilská